# Represa Paulo de Paiva Castro

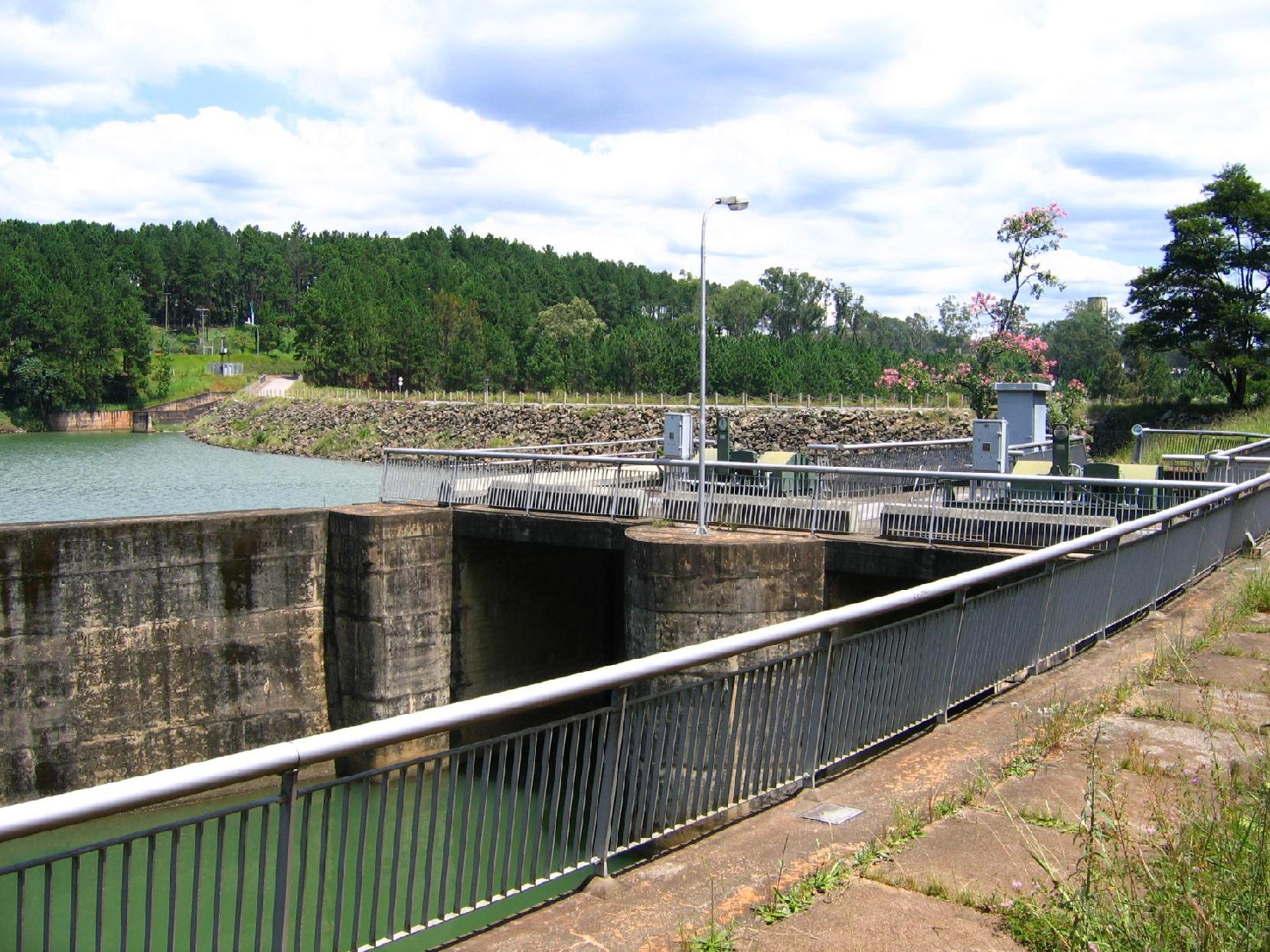
Barragem Paulo de Paiva Castro em Franco da Rocha.

A Represa Paulo de Paiva Castro (conhecida como Represa do Juqueri) é formada pela barragem localizada no rio Juqueri, no município paulista de Franco da Rocha e foi construída pela Sabesp a fim de fornecer água para a cidade de São Paulo.
A barragem é parte em terra compactada e parte em concreto. Seu corpo principal é em terra compactada, tendo toda a montante protegida por matacões de pedra. Olhando para a montante, a sua direita temos um vertedouro em  concreto armado, cuja saída da água está obstruída por pedregulhos, funcionando apenas como um escoadouro de emergência em caso de uma grande enchente.
A esquerda da barragem existem duas comportas de aço que abrem até o fundo da represa, mantidas sempre fechadas. Entre as comportas, uma válvula de descarga permite a saída de água para jusante de forma que o rio Juqueri continue em seu trajeto rumo ao município vizinho de Franco da Rocha.
O fluxo de água que chega a represa é controlado a montante na Represa Atibainha, que também é controlada pela Sabesp e que fornece água ao rio Juqueri que anteriormente passa  pela Barragem Sete Quedas de Mairiporã.
A maior parte da água que sai da represa acaba sendo coletada pelos dutos da Estação Elevatória Santa Inês, que bombeia a água ao topo da Serra da Cantareira onde se situa a Barragem de Águas Claras. Esta água por sua vez é aduzida por gravidade à Estação de Tratamento de Água do Guaraú, onde é tratada e posteriormente distribuída à região metropolitana de São Paulo.
É uma das atrações turísticas do município de Franco da Rocha e Mairiporã, com uma área aproximada de 5,1km².

## Curiosidade
- A água da barragem sepultou mais de 300 olarias, que representavam grande parte do lucro financeiro de Mairiporã, atualmente só existe uma. Pelo fato das olarias estarem submersas, atualmente o maior lucro do município é da locação de chácaras.